# Memmert

Lage von Memmert innerhalb der Ostfriesischen Inseln

Der Memmert ist eine ostfriesische Insel südwestlich von Juist und fünf Kilometer östlich von Borkum und 13 Kilometer vom Festland entfernt an der Osterems in Ostfriesland (Niedersachsen). Die gut fünf Quadratkilometer große Insel ist ein gemeindefreies Gebiet und wird neun Monate im Jahr von einem dort wohnenden Vogelwart betreut.

## Name
Die Bedeutung des Namens „Memmert“ ist unsicher. Auf alten Karten wird die Insel als „de Meem“ bezeichnet. Möglicherweise wurde „Memmert“ von dem Eisheiligen Mamertus abgeleitet, der im deutschsprachigen Raum als „Mamert“ verehrt wurde und nach dem angeblich auch ein Schiff benannt war, das einst auf der Sandbank strandete.

## Geschichte
Memmert wurde 1650 zum ersten Mal als Sandbank erwähnt, „die nicht mehr bei einer gemeinen Flut unterläuft und stellenweise Bewuchs trägt“ (Hochsand). Bis in die 1950er Jahre wurde die Insel umgangssprachlich „Memmertsand“ genannt, was ausdrücken sollte, dass es sich jahrhundertelang um eine Sandbank handelte.
Memmert gehört zum Landkreis Aurich in Niedersachsen. Die Insel ist ein gemeindefreies Gebiet (Schlüssel: 03 4 52 501) und bildet eine eigene Gemarkung (Schlüssel: 03 0101).

### Die Zeit bis 1973
Der von der Nachbarinsel Juist stammende Lehrer Otto Leege gilt als „Vater“ des Memmert. Der gebürtige Uelser übernahm im Jahr 1882 auf Juist eine Lehrerstelle. 1888 betrat er Memmert zum ersten Mal.
Von Juist aus wurden zu dieser Zeit auf Memmert Vogeljagden unternommen. Eiersammler der benachbarten Inseln plünderten jährlich fast alle Gelege der Silbermöwe, der Austernfischer und der verschiedenen Seeschwalbenarten. Nach einer solchen Jagd konnte Leege 1906 beim Besuch der Insel praktisch keinen unversehrten Vogel mehr auf Memmert auffinden. Viele Kadaver von Altvögeln und verhungerten Jungvögeln lagen zwischen Patronenhülsen, angeschossene Vögel liefen in den Dünen umher.
Durch die Initiative des „Deutschen Vereins zum Schutze der Vogelwelt“ wurde Memmert durch einen Erlass des preußischen Ministers für Landwirtschaft, Domänen und Forsten in Berlin am 31. Juli 1907 zur Vogelkolonie erklärt. Otto Leege wurde vom Verein zum Bevollmächtigten bestellt. Wegen seiner zahlreichen Studien zur Botanik und Pflanzensoziologie, Zoologie und Ornithologie, Geschichte und Geologie erhielt er von der Universität Göttingen die Ehrendoktorwürde der Philosophie. Die Naturforschende Gesellschaft in Emden ernannte ihn 1932 zum Ehrenmitglied, ebenso die Gesellschaft für bildende Kunst und vaterländische Altertümer zu Emden. 1942 wurde er mit der Goethe-Medaille für Kunst und Wissenschaft ausgezeichnet.
Die erste Hütte wurde 1908 auf der Insel gebaut. Ein erster Vogelwärter von Juist bewachte die Insel. Durch Dünenabbrüche mussten in den Jahren 1924, 1957 und 1971 neue Häuser an verschiedenen Stellen gebaut werden, bevor die jeweiligen Vorgängerbauten durch die Stranderosion unterspült wurden. Das Fundament des Hauses von 1957, erbaut auf einer Betonplattform auf Stahl- und Betonständern für eine Küstenbatterie im Ersten Weltkrieg, stand bis etwa 2017 am Strand bzw. im Watt von Memmert und konnte mit einem Fernglas von Juist, Borkum und vom Festland aus gesehen werden. Die Betonkonstruktion stand einmal mitten in den Dünen, zuletzt aber 250 Meter von den Dünen entfernt im Watt.

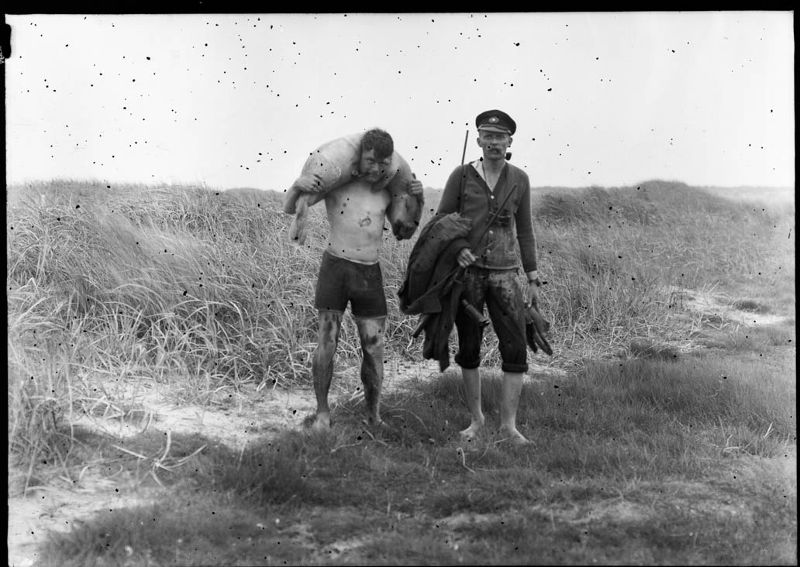
Student Ernst Schäfer mit Seehund;
Foto von Wilhelm Pietzsch, 1930

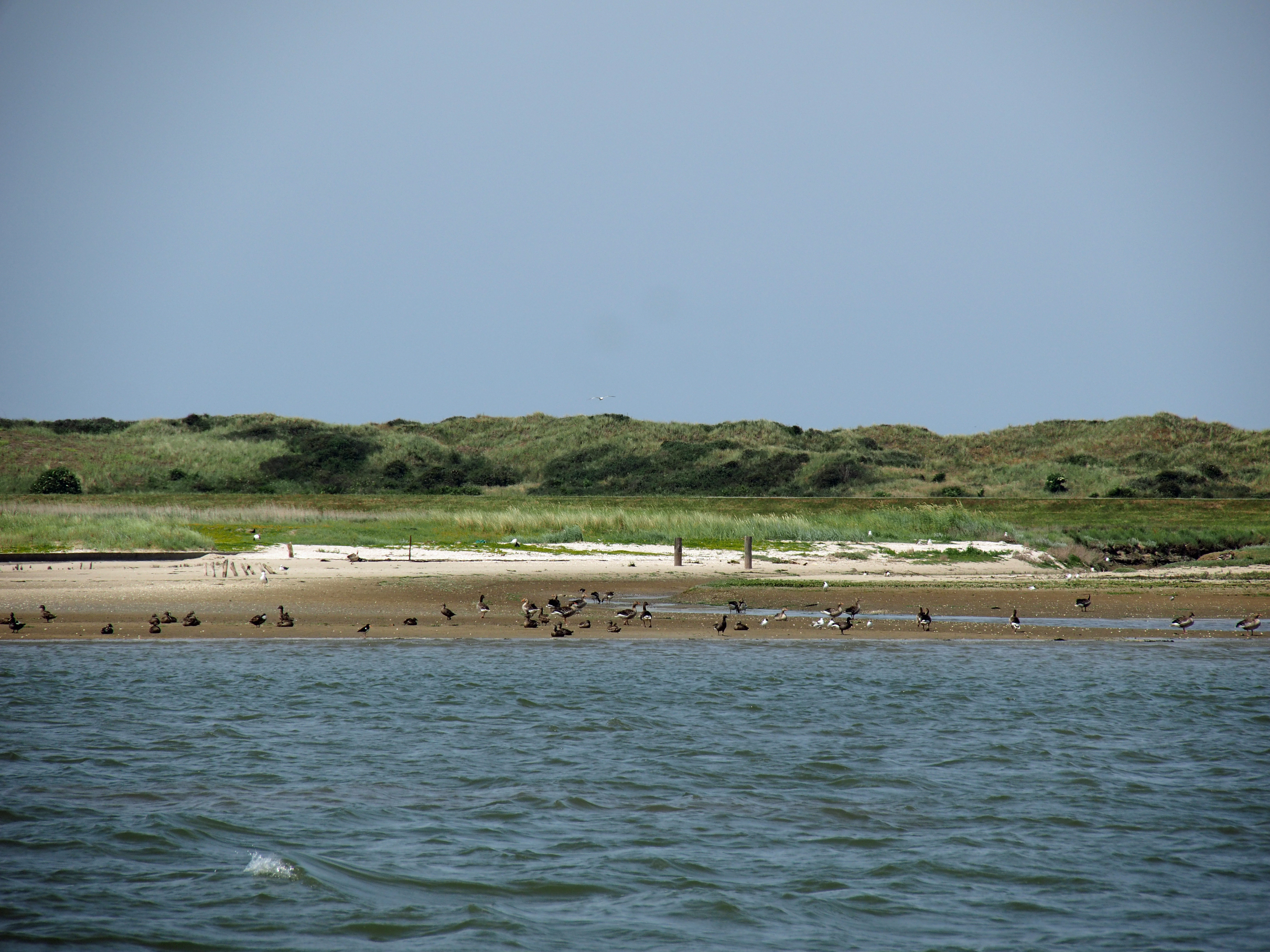
Küstenlinie der Vogelschutzinsel

Die Insel wurde ab 1908 sporadisch, ab 1921 dauernd von einem Vogelwart bewohnt. Der erste ständige Vogelwärter war der Sohn von Otto Leege, Otto Leege jr. Er blieb mit seiner Familie bis zu seinem frühen Tod 1946 auf der Insel. An ihn erinnert ein mächtiges Holzkreuz (→▼) auf der danach benannten „Kreuzdüne“, die mit acht Metern über Normalnull die höchste Erhebung der Insel ist. Die Arbeit auf der Insel wurde zunächst von seiner Frau Therese Leege bis 1956 fortgeführt.
Ihr Schwiegersohn Gerhard Pundt führte die Arbeit eines Inselvogtes und Vogelwartes ab 1956 weiter. Er lebte mit seiner Frau Klara (geb. Leege, Tochter von Otto Leege jr. und Therese) und den drei Kindern bis 1973 auf der Insel. Er führte aktiv Arbeiten zum Insel- und Dünenschutz aus, was sich angesichts des Naturschutzgebietscharakters der Insel auf Sandfangzäune und Helmpflanzungen beschränkte. Diese konnten jedoch die massiven Einbrüche der Nordsee ab Ende der 1960er Jahre nicht aufhalten. Die Abbrüche lassen sich heute ermessen, wenn man die nach wie vor stehende Fundamentplatte am Weststrand (Blickrichtung Borkum) betrachtet, die weit vor den jetzt noch existierenden kleinen Randdünen steht. Hier befand sich bis 1970 das Wohnhaus der Familie Pundt – heute steht die Fundamentplatte auf mehreren Pfeilern etwa 200 m in der See. Sie war früher von einer Warft umgeben, ihr vorgelagert war das ältere Wohnhaus Leeges, noch weiter westlich stand ein Schuppen, diesem vorgelagert waren hohe, schutzbietende Dünen und ein verhältnismäßig breiter Strand. Der Strand ist aufgrund von Strömungsverlagerungen der Osterems wesentlich schmaler geworden und bringt dementsprechend kein Nachschubmaterial für neue Dünen mit. Als Folge wurde die Westdünenkette im Laufe der 1970er bis 1990er Jahre bis auf den noch verbliebenen relativ kleinen Nordteil vollständig durch die See zerstört. Das neue Wohnhaus der Insel Memmert wurde 1971 in den nach wie vor als sicher geltenden Norddünen errichtet. Sie stellen heute die einzigen noch verbliebenen hohen Dünen der Insel dar, der Rest der Insel ist bei höher auflaufenden Fluten der Überschwemmung ausgeliefert.

### Die Zeit ab 1973

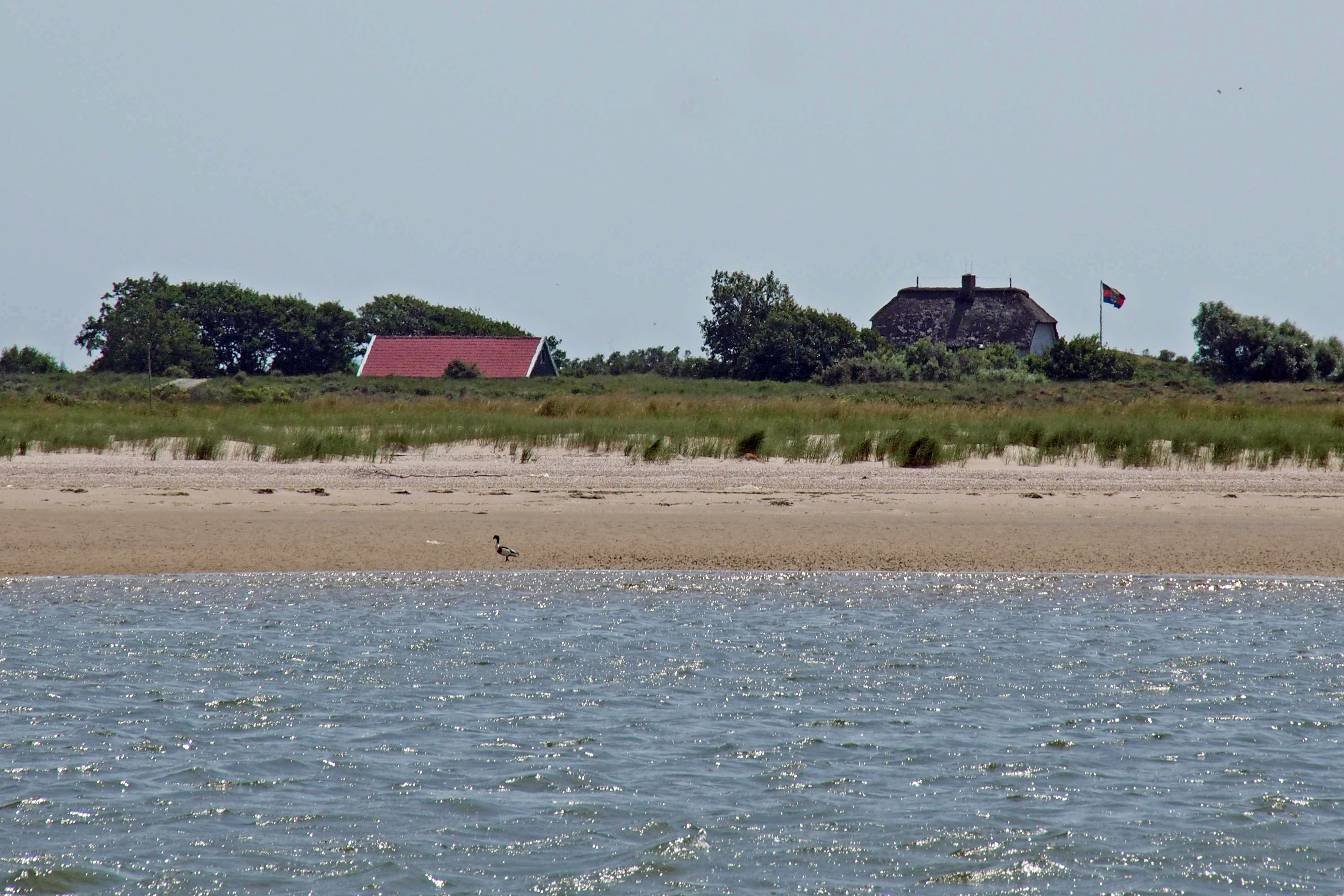
Wohnhaus des Vogelschutzwartes

Pundts Nachfolger wurde 1973 Reiner Schopf (er starb 86-jährig im Jahr 2024), er begann seinen Dienst beim damaligen „Bauamt für Küstenschutz“ in Norden als Inselvogt der Insel Memmert. Er lebte dort 30 Jahre und sechs Monate lang, nur durch gelegentliche Urlaube unterbrochen, bis zum August 2003 und verließ die Insel aus Altersgründen. Schopf hatte erheblichen Anteil daran, die Insel wirksam vor Störungen durch Jäger, Eiersammler, Reusensteller, Touristen und Wassersportler zu schützen. Er legte sich auch öffentlich mit den vermeintlich „Betretungsberechtigen“ und der Nationalparkverwaltung an, die nach seinem Dafürhalten nicht genug gegen gemeldete Störungen und Beeinträchtigungen von Brut- oder Rastvögeln unternahm. Auf der Nachbarinsel Juist hielt Schopf in der Tourismussaison regelmäßig Vorträge über den Küstenvogelschutz und die Nutzungskonflikte im Wattenmeer.

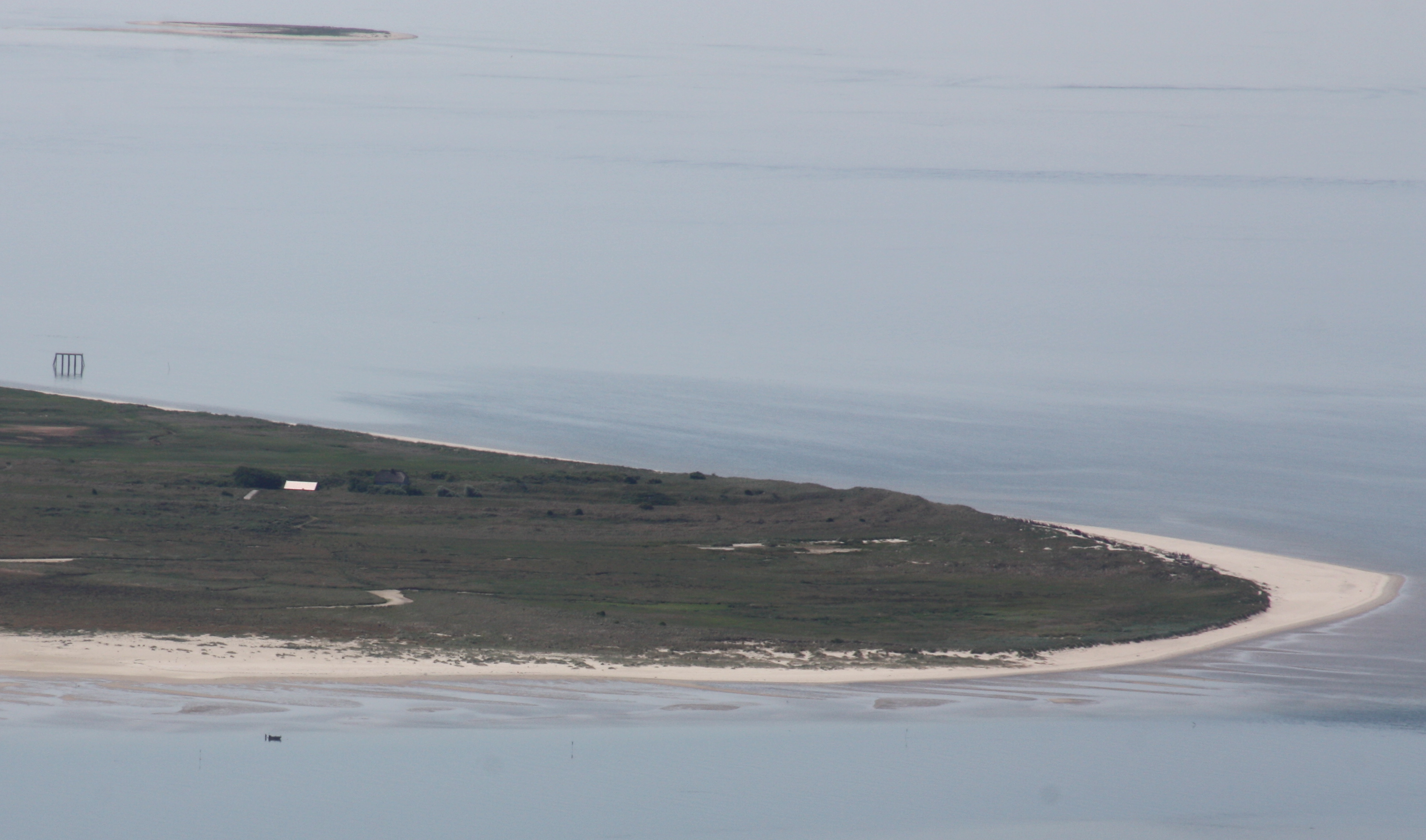
Nordwestteil von Memmert mit den beiden Gebäuden, 2010

Schopfs Nachfolger wurde 2003 Enno Janßen, Mitarbeiter des Niedersächsischen Landesbetriebes für Wasserwirtschaft, Küsten- und Naturschutz (NLWKN) in Norden. Er wohnt etwa neun Monate lang auf der Insel, jeweils von März bis November. Das Vogelwärterhaus auf der Kreuzdüne wurde 2003 völlig renoviert und mit einer Photovoltaikanlage ausgestattet. Der NLWKN unterhält das Reetdachhaus von 1971 für den jeweiligen Inselvogt, zu dessen Aufgaben die alljährliche Brutvogelerfassung, die Verhinderung von Störungen und das Absammeln von Müll gehören.

## Naturschutz und Betretungseinschränkung
Die Insel ist seit 1924 staatliches Naturschutzgebiet. Seit 1986 gehört Memmert zur Schutzzone I im Nationalpark Niedersächsisches Wattenmeer und wird acht Monate im Jahr durchgehend von einem Vogelschutzwart bewohnt. Die Insel darf ohne schriftliche Genehmigung der Nationalparkverwaltung
in Wilhelmshaven nicht betreten werden.

## Touristische Angebote
Jahrelang wurden nach der Brutsaison, ab August von Juist aus Schifffahrten mit einer Führung auf Memmert für eine begrenzte Personenzahl durch den Nationalparkwart angeboten. Diese bei Gästen und Einheimischen beliebten Ausflüge wurden vom Nationalpark-Haus Juist in Zusammenarbeit mit der Reederei Cassen-Tours und dem Inselvogt Enno Janssen veranstaltet. Durchgeführt wurden die mit dem Ausflugsschiff „Wappen von Juist“. Das Schiff war gut geeignet für die Fahrt durch das flache Wattenmeer, aber auch zum Anlanden auf Memmert. Nachdem die Wappen von Juist im Winter 2022/23 außer Dienst gestellt wurde, steht aktuell (2025) kein Ersatzschiff zur Verfügung, mit dem ein Anlanden auf Memmert sicher für Schiff und Passagiere erfolgen könnte. Ganz aufgegeben werden sollen diese besonderen Fahrten nicht; eine Alternative wird weiterhin gesucht.

## Fauna

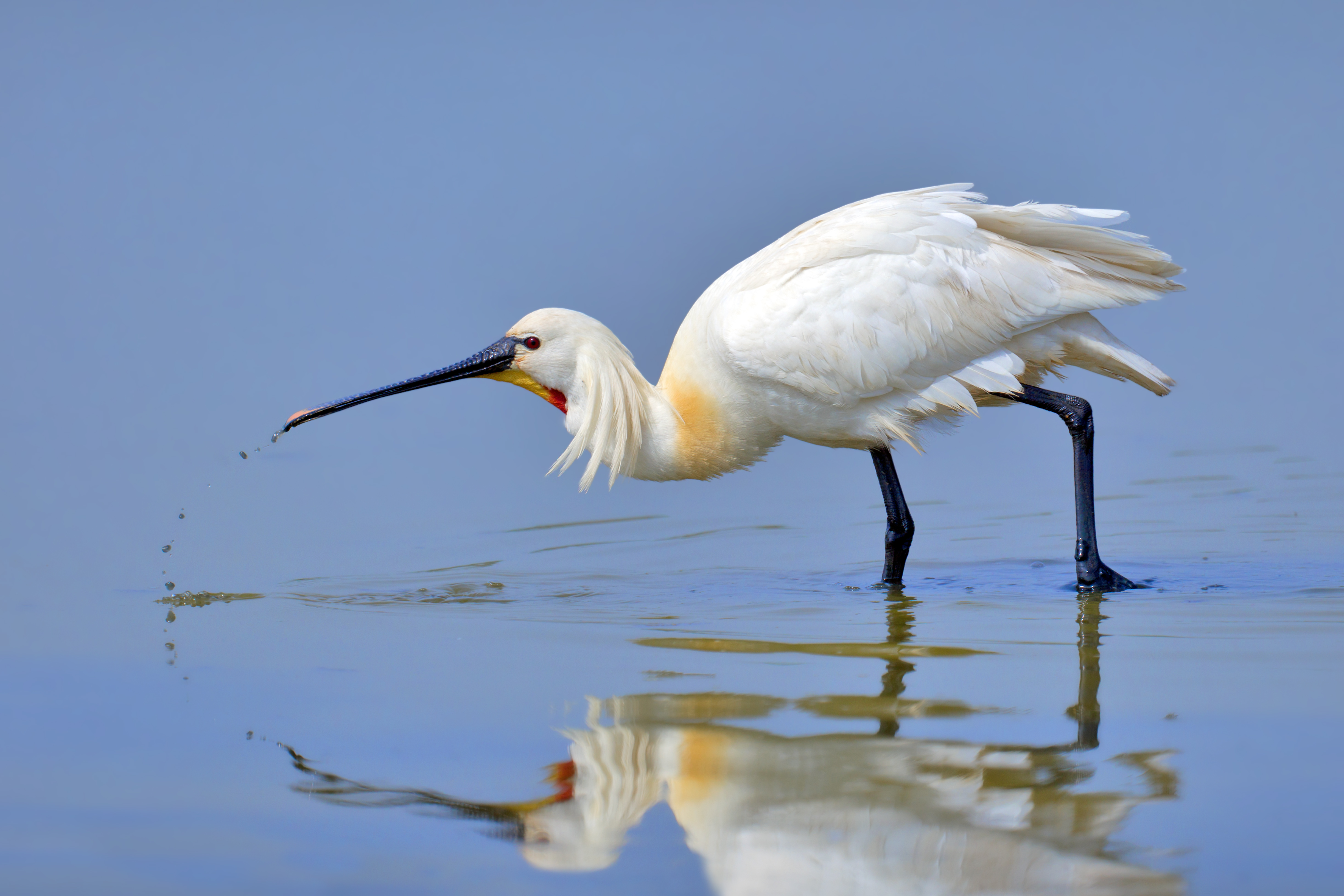
Löffler

Memmert ist neben Norderoog, Trischen, Süderoog, Nigehörn, Scharhörn, Mellum und Minsener Oog im deutschen Wattenmeer sowie den Westfriesischen Inseln Rottumerplaat, Rottumeroog und Griend eine der wenigen (von Wärtern abgesehen) unbewohnten Inseln. Auch sehr scheue Vögel können hier weitgehend von Menschen ungestört brüten und rasten. Auch ist hier einer der wenigen Brutplätze des Löfflers in Deutschland, der hier 1996 zum ersten Mal erfolgreich brütete. Memmert verfügt über eine große Brutkolonie der Heringsmöwe (Larus fuscus).
Auf der Billdüne brüten Kormorane als Bodenbrüter. Alle Seeschwalbenarten haben in unterschiedlicher Häufigkeit auf der Insel gebrütet. Die Insel ist ebenfalls Brutplatz der Löffelente, der Eiderente, der Kornweihe und verschiedener Watvogelarten.
Allerdings ist der Brutplatz nur begrenzt:
Die Insel ist circa 620 Hektar groß (Fläche über dem mittleren Tidehochwasser, mTHw), davon bestehen rund 200 Hektar aus Grünland, von dem nur 150 Hektar nicht vom Springtiden-Hochwasser betroffen sind, das heißt nur diese 150 Hektar können ohne Überflutungsgefahr als Brutplätze genutzt werden.

## Seezeichen

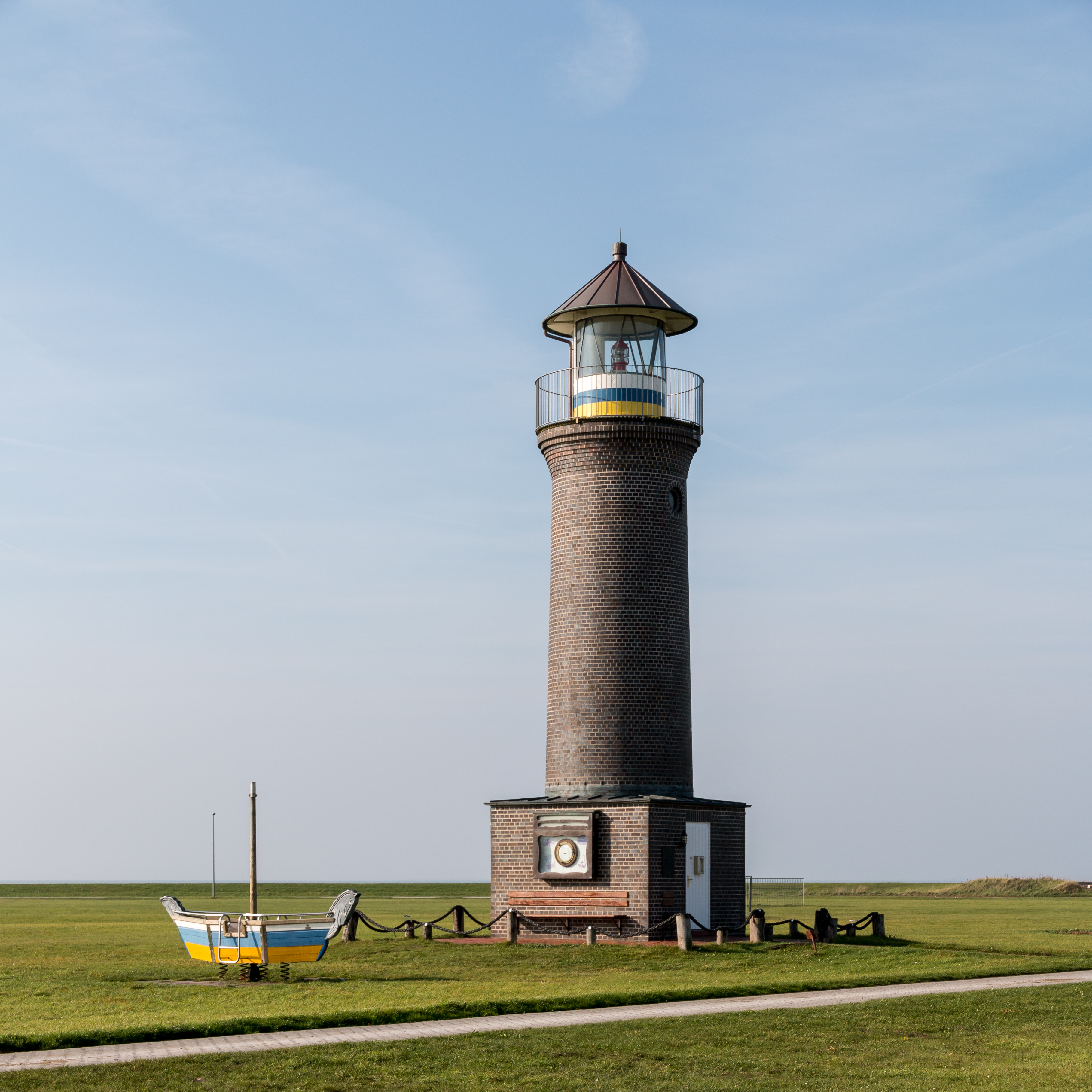
Memmertfeuer auf Juist

Am 31. August 1900 wurde eine Bake errichtet, die aber schon im folgenden Jahr durch eine Sturmflut zerstört wurde. Neue Baken wurden in den Jahren 1901, 1910 und 1931 aufgestellt. Die letzte fiel im Winter 1936/1937 einer Sturmflut zum Opfer. Seit 1932 wird das alte, 14 Meter hohe und ölbetriebene Ostmolenfeuer von Emden verwendet.
1939 wurde in den Dünen ein neuer Leuchtturm gebaut und erstmals eine inzwischen defekte Stromleitung nach Memmert verlegt. Der Leuchtturm ist seit 1986 nicht mehr in Betrieb. Durch Dünenerosion stand er 1986 im Wasser, seine Optik wurde 1990 abgebaut. Seit 1992 befindet sich die Laterne des Memmerter Leuchtfeuers in einem eigens dafür neu errichteten Turm im Juister Hafengelände, ohne eine Funktion für die Schifffahrt auszuüben. 2002 riss das Wasserstraßen- und Schifffahrtsamt Emden vor Memmert auch den Sockel des Leuchtturms ab, der schon längst freigespült in der Brandung stand.

## Sonstiges
In der Nacht vom 21. zum 22. September 1931 kam es im Haaks-Gat vor Memmert zu einem Schiffsunglück, als das Motorboot Annemarie, auch Annamarie geschrieben, mit 19 Personen an Bord, überwiegend junge Borkumer Turner, die am Juister Turnfest teilgenommen hatten, auf Grund lief. Die Notraketen waren durchnässt und dadurch unbrauchbar. Das Schiff wurde nach und nach durch die Brandung zertrümmert. Schließlich gelang es einem der Insassen, nach Memmert zu schwimmen. Von dort aus wurden die Seenotretter von Juist alarmiert, die noch eine Person lebend aus dem Wrack bergen konnten. Zwei weitere Überlebende wurden von Fischern aus dem Meer gerettet, die übrigen 15 Insassen ertranken. Zur Erinnerung an die Opfer der Katastrophe wurde auf Memmert ein Holzkreuz errichtet, das mittlerweile seinen Platz auf Borkum beim Alten Leuchtturm hat.